# Вацано (Вибо Валенција)
Вацано (итал. Vazzano) је насеље у Италији у округу Вибо Валенција, региону Калабрија.
Према процени из 2011. у насељу је живело 1106 становника. Насеље се налази на надморској висини од 345 м.

## Становништво
| 1931. | 1936. | 1951. | 1961. | 1971. | 1981. | 1991. | 2001. | 2011. |
| ----- | ----- | ----- | ----- | ----- | ----- | ----- | ----- | ----- |
| 2.093 | 1.758 | 2.029 | 1.725 | 1.519 | 1.229 | 1.309 | 1.231 | 1.106 |